# Raffinerie de condensats de gaz du golfe Persique
Raffinerie de condensats de gaz du golfe Persique en anglais : Persian Gulf Star Refinery (en persan : پالایشگاه میعانات گازی ستاره خلیج فارس) est située à Bandar Abbas dans la province de Hormozgan. L'infrastructure dispose d'unité de traitement à la fois du gaz naturel et du pétrole brut.
La raffinerie est alimentée en pétrole brut à partir de : 
- du gisement de Hengam (situé environ 40 km au sud de l'île Hengam[3]), pour environ 20 000 barils/jour, approvisionné par pipeline
- de l'île de Kharg à l'aide de pétroliers qui approvisionnent la raffinerie en brut pour environ 300 000 barils/jour

## Production
La production est présentée par la NIORDC, responsable de son exploitation, comme atteignant 320 000 barils par jour.